# Besleria furva
Besleria furva är en tvåhjärtbladig växtart som beskrevs av Conrad Vernon Morton. Besleria furva ingår i släktet Besleria och familjen Gesneriaceae. Inga underarter finns listade i Catalogue of Life.